# Kaliorang (kecamatan)
Kaliorang (indonez. Kecamatan Kaliorang) – kecamatan w kabupatenie Kutai Timur w prowincji Borneo Wschodnie w Indonezji.
Kecamatan ten leży nad Cieśniną Makasarską. Graniczy od północy i wschodu z kecamatanem Sangkulirang, a od zachodu z kecamatanami Kaubun i Bengalon.
W 2010 roku kecamatan ten zamieszkiwało 7 998 osób, z których 100% stanowiła ludność wiejska. Mężczyzn było 4 269, a kobiet 3 729. 6 300 osób wyznawało islam, 1 012 katolicyzm, a 436 hinduizm.
Znajdują się tutaj miejscowości: Bangun Jaya, Bukit Harapan, Bukit Makmur, Bumi Sejahtera, Citra Manunggal Jaya, Kaliorang, Selangkau.